# Knut Werner Lange
Knut Werner Lange (* 22. September 1964 in Hamburg) ist ein deutscher Rechtswissenschaftler und Experte auf dem Gebiet des Corporate Governance.

## Leben
Lange studierte von 1986 bis 1991 Rechtswissenschaften an der Universität Konstanz. Nach dem ersten juristischen Staatsexamen absolvierte er sein Referendariat in Karlsruhe. Von 1990 bis 1994 war er wissenschaftlicher Mitarbeiter an der Universität Konstanz und wurde 1994 bei Carsten Thomas Ebenroth zum Dr. jur. promoviert. Danach arbeitete er als Rechtsanwalt in Hamburg. Von 1995 bis 1997 war er wissenschaftlicher Assistent für Internationales Recht an der Universität Konstanz. 1997 habilitierte er sich bei Werner F. Ebke. 1997 wurde er Lehrstuhlvertreter an der Universität des Saarlandes. 1998 erfolgte der Ruf als Professor an die Ruhr-Universität Bochum und 1999 an die Universität Witten/Herdecke. Von 2002 bis 2004 war er Dekan der Fakultät für Wirtschaftswissenschaften. Seit 2007 ist er Ordinarius für Bürgerliches Recht, Deutsches und Europäisches Handels- und Wirtschaftsrecht an der Universität Bayreuth. Im Wintersemester 2012/13 war er Prodekan der Fakultät III – Rechts- und Wirtschaftswissenschaften. Seit 2013 ist er außerdem Gastprofessor in Witten.

## Schriften (Auswahl)
- Nachfolgefragen bei Familienunternehmen. Unternehmenskauf und private equity als Alternative zur Börse. Mit Entscheidungshilfen und Praxisbeispielen. Finanz-Colloquium Heidelberg, Heidelberg 2003, ISBN 3-936974-03-9. (herausgegeben)
- Europäisches und deutsches Kartellrecht. Verlag Recht und Wirtschaft, Frankfurt 2006, ISBN 3-8252-2605-0.
- Governance in Familienunternehmen. Jenaer Wissenschaftliche Verlags-Gesellschaft, Jena 2010, ISBN 978-3-86653-183-3. (herausgegeben zusammen mit Stefan Leible)
- Schuldrecht AT. Beck, München 2010, ISBN 978-3-406-61061-5.
- Familien- und Erbrecht. Beck, München 2012, ISBN 978-3-406-63285-3. (zusammen mit Robert Philipp Tischer)